# Pittsburgh Sleep Quality Index
Der Pittsburgh Sleep Quality Index (PSQI) ist ein Selbstbeurteilungsfragebogen, welcher die Schlafqualität über den Zeitraum eines Monats beurteilt. Es dauert etwa 5–10 Minuten, den Bogen auszufüllen. Der Test wurde von Forschern an der Universität von Pittsburgh entwickelt, um Forschern und Ärzten ein standardisiertes und einfach anzuwendendes Werkzeug zur Beurteilung der Schlafqualität zu geben.

## Entwicklung und Geschichte
Der PSQI wurde 1988 von Buysse und Kollegen entwickelt, um ein standardisiertes Werkzeug zur Beurteilung der subjektiven Schlafgewohnheiten und -qualität, sowohl im klinischen Alltag als auch in der Forschung, zu schaffen. Durch die Verwendung in Studien, welche die Verbindung zwischen Schlafstörungen, Depression und Bipolaren Störungen untersuchten, erreichte der Index eine größere Verbreitung.
Der Fragebogen besteht aus 19 Fragen aus welchen 7 Komponenten berechnet werden. Die Komponenten sind: 
1. Subjektive Schlafqualität,
2. Einschlaflatenz,
3. Schlafdauer,
4. Schlafeffizienz,
5. Störungen des Schlafes,
6. Gebrauch von Schlafmedikamenten und
7. Beeinträchtigung der Tagesaktivität.

Jede Komponente kann einen Wert von 0 bis 3 annehmen, wobei 0 der günstigste und 3 der ungünstigste Wert darstellt.
Die Komponenten werden addiert und ergeben einen Score von 0 bis 21. Werte von 0 bis 5 gelten allgemein als gute Schlafqualität.